# Грошовий переказ
Грошови́й пере́каз — поширена форма переказу грошей у банківській або поштовій системі. У структурі грошового переказу завжди присутній відправник, одержувач та посередник, який стягує за свої послуги певну плату.

## Різновиди грошових переказів
Грошові перекази відрізняються між собою методом переказу, швидкістю та розміром плати за послуги посередників. Перекази можуть здійснюватися банками, поштою, або навіть приватними кур'єрами (в останньому випадку іноді безкоштовно).
Також грошові перекази можна поділити на внутрішні (в межах однієї держави) і міжнародні (за кордон). В випадку міжнародного грошового переказу, виплати можуть проводиться в іноземній валюті, або в місцевій (по діючому курсу обміну).
Разом із початком застосування банківських карток з'явилась можливість переказу грошей з картки на картку одного або різних користувачів. При цьому з розвитком мережі інтернет цей спосіб переказу став можливим в режимі онлайн для більшості користувачів.
Згідно із ЗУ «Про платіжні послуги» № 1591-IX від 30 червня 2021 р., переказ коштів, що здійснюється банками може бути кредитовим, дебетовим і без відкриття рахунку. У Законі України «Про банки і банківську діяльність» зазначено, що переказ коштів відбувається за допомогою банківських платіжних інструментів. По суті зазначеного вище – переказ коштів — це банківська операція. Але законодавча база України з питань застосування РРО/ПРРО відрізняє перекази на ті, що мають супроводжуватись видачею фіскального чека, і на ті, що не є розрахунковою операцією.

## Цікаві факти
- Обсяги грошових переказів з-за кордону різко зросли в кінці XIX — початку XX століття і для деяких країн, що розвиваються інколи служать одним із основних джерел доходу.
- За оцінкою Світового банку, за даними за 2006 рік міжнародні грошові перекази становили 250 мільярдів доларів США, збільшуючись впродовж останніх 10 років зі швидкістю близько 30 % на рік.